# Have a Nice Day (película)
Have a Nice Day (en chino, 大世界, Dàshìjiè) es una película china de 2017 de comedia oscura animada para adultos dirigida por Liu Jian. Se estrenó en la competencia principal por el Oso de Oro en el 67 ° Festival Internacional de Cine de Berlín en febrero de 2017. Es el segundo largometraje de Liu Jian, después de su debut Piercing I. La película, en su mayoría fue realizada por el propio Liu, tardó tres años en completarse.
Su trama gira en torno al viaje de Xiao Zhang, un joven conductor que trabaja para una pandilla, que le roba a su jefe una bolsa que contiene un millón de yuanes (aproximadamente US $ 150.000) para financiar un viaje a Corea del Sur de su novia para salvar su fallida cirugía plástica en Nanjing, Jiangsu.
La película fue retirada del Festival Internacional de Cine de Animación de Annecy en junio de 2017 a petición de su productor, ya que no tenía la autorización gubernamental adecuada para ser proyectada internacionalmente.
Strand Releasing distribuyó la película en EE. UU. Mientras que Memento Films International gestionó la distribución en territorios adicionales, incluidos el Reino Unido, México, España, Benelux, Suiza, Grecia, Turquía y Europa del Este. La película tiene licencia para proyectarse en más de 30 países. En China, el estreno de la película tuvo lugar en el Festival Internacional de Cine de Pingyao a principios de noviembre de 2017, con una aparición especial del director de cine chino Jia Zhangke, quien elogió la película como un hito en la animación china.
La película ganó el premio a la Mejor Película de Animación en los 54th Golden Horse Awards.

## Reparto
- Zhu Changlong como Xiao Zhang, el conductor
- Cao Kai como Lao Zhao
- Liu Jian como Fang Yuanjun
- Yang Siming como Tío Liu
- Shi Haitao como A De
- Ma Xiaofeng como Shou Pi
- Xue Feng como Lao San
- Zheng Yi como Er Jie
- Cao Kou como Huang Yan
- Zhu Hong como Gu Anan